# HMAS Glenelg (J236)
Pour les autres navires du même nom, voir HMAS Glenelg.
Le HMAS Glenelg (J236) est une des 60 corvettes de classe Bathurst de la Seconde Guerre mondiale et une des 36 ayant servi dans la Royal Australian Navy (RAN). Son nom est tiré de la ville de Glenelg (Australie-Méridionale) en Australie.